# Моррисон, Гленн
Гленн Моррисон (англ. Glenn Morrison; родился 12 сентября 1985) — канадский продюсер и ди-джей. Он известен своими треками “Contact”, “No Sudden Moves”, “Colourblind”, “Goodbye”. Ди-джей и исполнитель, он развлекается мелодичным жанром хаус в большом клубе.
Гленн получил поддержку других ди-джеев: Джона Дигуита, Ричи Хоутина, Давида Гетта, Tiesto. Участвовали более 400 шоу и создали 100 треков, его треки были записаны на таких лейблах Sony Music Entertainment, EMI, Министерство звука, Bedrock Records, Mau5trap, Songbird, Robbins Entertainment, Universal Music Germany и Time Records.
Моррисон является владельцем и основателем Alpine Mastering, студии расположенной в Торонто, Онтарио. Через Alpine Mastering, Гленн Моррисон работал над звуковым оформлением для игровых компаний, таких как Nintendo, EA Sports, Activision и Rockstar. Сотрудничество с IMAX для электронной музыки сосредоточено на звуке визуальных эффектов. Моррисон также работает в Morrison Recordings, более 400 записей были выпущены на Morrison Recordings в течение пяти лет и 95 выпусков с артистами, такими как Deadmau5, 16 Bit Лолит, Gutterstylz, Роберт Бабич, Чарли Мэй и Redanka. В 2016 Morrison Recordings был закрыт, чтобы Гленн мог запускать два новых Лейбла Light Records, и Fall From Grace Records.

## Карьера
Гленн Моррисон классически обученный пианист. В возрасте четырёх лет, он начал сочинять и конкурировать на национальном уровне через СМС, Kiwanis Music Festival, Richmond Hill Music Festival и ORMTA. Моррисон достиг своего ARCT через Королевскую консерваторию в возрасте 14 лет. Затем он работал в Release Records, в течение пяти лет, прежде чем создать свой собственный лейбл Morrison Recordings. Примерно в возрасте 20 лет Моррисон начал производить электронную музыку, извлекая уроки из близких друзей Deadmau5, Брюс Аишера, Питер Крик и Ariaan Olieroock. Его первый международный хит был в 2007 году, когда DJ Tiësto показал свой трек «Contract» на его компиляции В поисках Sunrise 6: Ibiza, и он выставил в верхней части World Dance Charts. Его хит сингл «Goodbye» был дважды платиновым и стал номером 1 в течение 11 недель подряд на канадских чартов Billboard Chart, а также номер 1 в России, Украине и Беларуси в Billboard Charts. «Goodbye» был третьим самым кассовым синглом для радио-игры всех жанров для 2014 года в Канаде.

## Награды

### Juno Awards
| Год  | Исполнитель                | награда                         | результат |
| ---- | -------------------------- | ------------------------------- | --------- |
| 2015 | Гленн Моррисон             | Breakthrough Artist of the Year | Номинация |
| 2015 | «Goodbye» (Гленн Моррисон) | Dance Recording of the Year     |           |

### Sirius XM Radio Music Awards
| Год  | Исполнитель    | награда                  | результат |
| ---- | -------------- | ------------------------ | --------- |
| 2015 | Гленн Моррисон | Dance Artist of the Year | Номинация |

### SOCAN Radio Music Awards
| Год  | Исполнитель                | награда                  | результат |
| ---- | -------------------------- | ------------------------ | --------- |
| 2015 | Гленн Моррисон             | Artist of the Year       | Номинация |
| 2015 | «Goodbye» (Гленн Моррисон) | Song of the Year         | Номинация |
| 2015 | Гленн Моррисон             | Dance Artist of the Year | Номинация |

## Дискография

### Альбомы
- Into the Deep (2016)

### Extended plays
- Odyssey (2009)
- Drone (2009)
- Into the Deep (2016)

### Синглы
| Год  | Сингл                                         | Пиковые позиции | Пиковые позиции | Сертификаты   | Альбом      |
| Год  | Сингл                                         | CAN             | RUS             | Сертификаты   | Альбом      |
| ---- | --------------------------------------------- | --------------- | --------------- | ------------- | ----------- |
| 2007 | "No Sudden Moves"                             |                 |                 |               | Single Only |
| 2007 | "Contract"                                    |                 |                 |               | Single Only |
| 2013 | "Goodbye" (featuring Islove)                  | 12              | 1               | 2X Платиновый | Single Only |
| 2014 | «Colourblind (featuring Эндрю Коул)           | 14              |                 |               | Single Only |
| 2015 | Mia Martina - HFH (Heart F**king Hurts) Remix | 2               |                 |               | Single Only |

### Другие синглы
- Circles (2007)
- Hydrology (2007)
- Cosmic Flight (2008)
- A Lament (2008) ft. Zoo Brazil
- Blue Skies (2008) ft. Linda
- In a Trance (2008)
- Rubberband (2008)
- Gravity Falling (2008)
- Odyssey (2009)
- Starship Road (2009)
- Playing with Ivory (2010)
- Another Suggestion (2010)
- Tokyo Cries (2011)
- Secrets (2011) (Feat. Mike Tompkins)
- Marquee (2013)
- Time Warp (2013)
- The Flute (2015) (Feat. Brian Cid)
- Stereo Retrograde (2016)
- Psychedelic (2016)
- Diamondback (2016)
- Perception (2016)
- Expressions (2016 г.)
- I'm the King (2016)
- Cold Day (2017) (ft. Whitney Phillips)
- Time To Go (2017) (ft. Michael Warren)
- All For You (2017) (ft. Rumors)
- Little Piece of Summertime (2017) (ft. Deb’s Daughter)

### Ремиксы
- Бернард Самнер (New Order) - Miracle Cure (2008)
- В B-52 - Julet of the Spirits (2008)
- Queen - Bohemian Rhapsody (2009)
- Armin Van Buuren - Not Giving Up on Love (2010)
- Moby - Life Me Up (2014)
- Тревор Гатри - Summertime (2015)